# سلاس
السلاس هي قبيلة عربية انتقلوا إلى الأندلس في إسبانيا. ثم فروا إلى المغرب خلال سقوط الأندلس. ثم عاشت في منطقة سلا في غرب المغرب، ومن هنا جاء اسم سلاس. ثم اختار زعيمهم الانتقال إلى منطقة تاونات..
ينقسم السلاس اليوم إلى مجموعات متعددة: أولاد حمو، جمال، الخندق، سوق جمعة، أولاد صالح، أومليل وأورتزاغ.